# Jean Juchereau De Maur
Jean Juchereau De Maur (Tourouvre, 1592 – Québec, 1672) è stato un funzionario francese.

## Biografia
Figlio di Jean Juchereau e Marie Creste, Jean visse con la moglie Marie Langlois fino al 1628 a La Ferté-Vidame dove nacquero anche i loro figli. Nel 1634 la famiglia Juchereau attraversò l'Oceano Atlantico e arrivò in Nuova Francia; Jean Juchereau era amico e collaboratore di Robert Giffard.
IL 15 gennaio 1635 la Compagnia dei Cento Associati concesse a Juchereau un pezzetto di terreno nelle vicinanze della città di Québec.
Nel 1647 le possessioni dei Juchereau aumentarono, dato che Noël Juchereau Des Chatelets acquistò, a nome del fratello Jean, il feudo di Saint-Michel proprietà di Pierre de Puiseaux, e che il governatore concedeva ai due fratelli la signoria di Maur. Noël morì poco dopo, così Jean divenne proprietario anche dei possedimenti del fratello.
Si interessò molto al dissodamento dei terreni e alla colonizzazione. Per un certo periodo fu anche immischiato nelle questioni della Communauté des Habitants. Nel corso degli anni Juchereau divenne uno dei notabili della colonia: nel 1647, nel 1650 e nel 1651 porta il baldacchino; nel capodanno del 1651 fu uno dei pochi a prendere delle gratifiche dai gesuiti; infine nel 1656 e nel 1657 diventò fabbriciere nella chiesa parrocchiale di Québec. Personaggio in vista nella Québec della metà del Seicento, Jean Juchereau venne accusato, insieme ad altri, di malversazioni da Jean Peronne Dumesnil.
Negli anni della vecchiaia Jean Juchereau non giocò più alcun ruolo ufficiale, anche se venne chiamato in qualità di arbitro o curatore di successione.
Agli inizi del 1672, sentendosi vicino alla fine, chiamò i suoi eredi dove sigla un atto con il quale cede la signoria Maur al figlio maggiore Jean. Morì nella casa del figlio cadetto Nicolas.